# Mettlenbrücke
Die Mettlenbrücke bezeichnet den Sitterübergang im Dorf Appenzell, im Quartier Mettlen.
Er besteht aus der historischen gedeckten Holzbrücke und einer neuen Stahlbetonbrücke.

## Baugeschichte
Der Übergang über die Sitter beim Quartier Mettlen liegt auf dem alten Verbindungsweg von St. Gallen nach Appenzell.
Die Mettlenbrücke soll 1401 von Abt Kuno von St. Gallen erstmals erstellt worden sein.
Den Eintragungen im Landrechnungsbuch von 1526 nach zu schliessen, war die Brücke in Mettlen damals schon eine gedeckte Holzbrücke.
Am 26. Juli 1750 riss das Wasser die Mettlenbrücke samt der dabei stehenden Kapelle weg.
Die gedeckte Holzbrücke in der heutigen Form wurde 1751 von Hans Ulrich Grubenmann erbaut.
Die Hochwasser 1766 und 1846 beschädigten die Brücke entweder schwer oder zerstörten sie ganz. Dies ist nicht mehr eindeutig festzustellen. Jedenfalls wurde sie entweder wieder hergestellt oder in identischer Form wieder aufgebaut. Im Jahr 1970 wurde sie gründlich restauriert.
1976 wurde östlich der Holzbrücke eine neue Stahlbetonbrücke erbaut, die dem Kraftfahrzeugverkehr gewachsen ist.

## Beschreibung
Die Brücke mit einer Spannweite von 22,5 Metern ist mit einem Walmdach mit Schindeldeckung überdacht. Auf der Westseite ist die Fachwerkkonstruktion komplett verschalt, auf der Ostseite nicht. Der Bodenbelag besteht aus Längsbohlen.  Es besteht ein allgemeines Fahrverbot.
Die historische Brücke ist ein Schweizerisches Kulturgut von nationaler und regionaler Bedeutung.

## Einzelnachweise

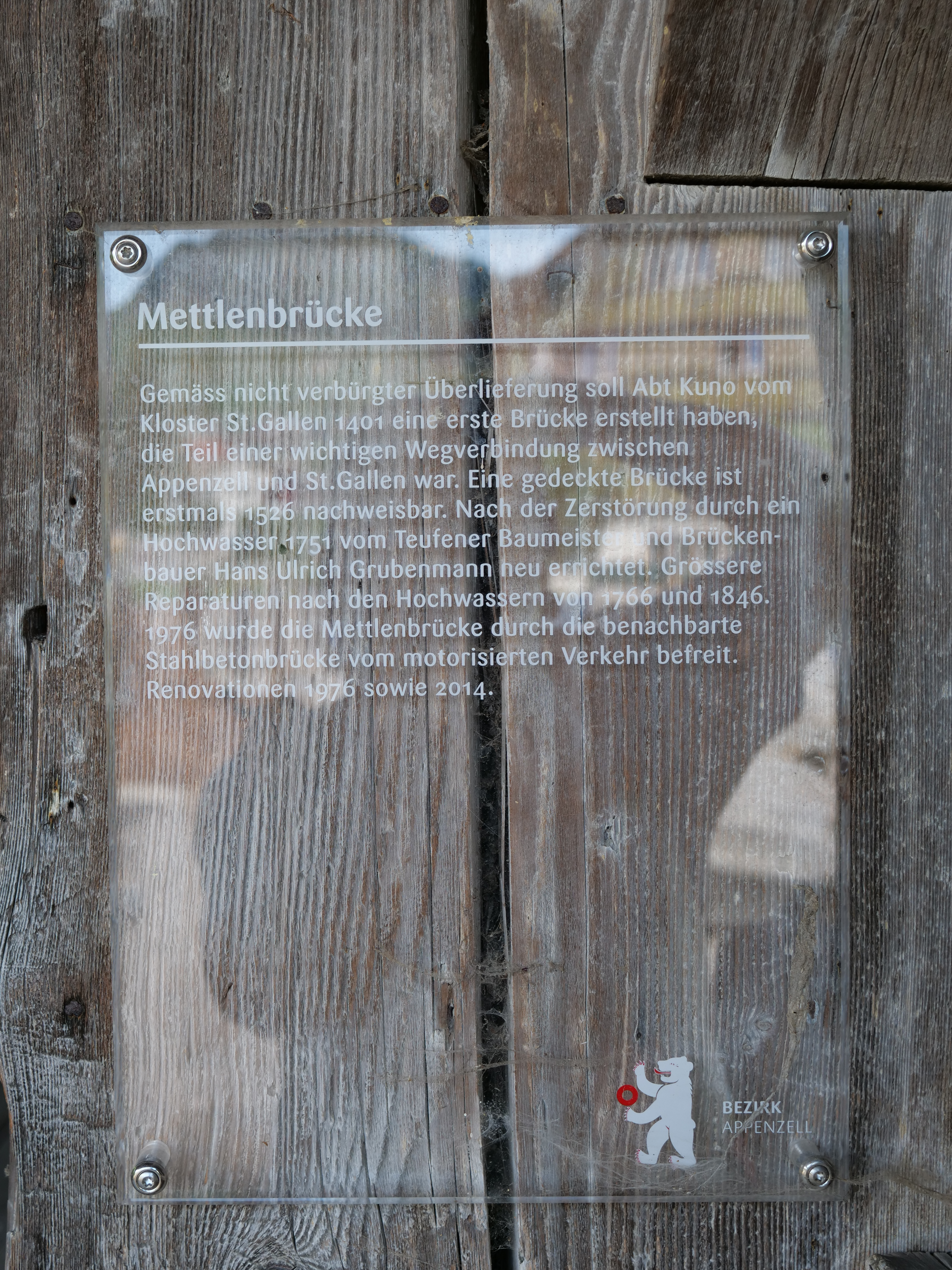
Infotafel an der Brücke